# Busillis
Busillis è un termine che ha assunto il significato di "problema spinoso e di difficile soluzione", "punto dolente della questione". Deriva da un'errata scansione (rianalisi) della frase latina in diebus illis (in quei giorni o a quel tempo). Da qui le espressioni "non venire a capo del busillis" o "qui sta il busillis".

## Origine del termine
La storia dell'origine del termine "busillis" viene raccontata da Giraldus Cambrensis:
(Giraldus Cambrensis, Gemma Ecclesiastica, II, cap. 35 [Enormitatum exempla quae ex imperitia sacerdotum et illiteratura proveniunt] (p. 343 ed. London 1862))
L'errore dell'amanuense diventa comprensibile se si considera che l'uso di lasciare uno spazio tra le parole è un'acquisizione recente. Non tutte le lingue lo fanno: il cinese e il giapponese moderni ad esempio scrivono i loro testi senza nessuna interruzione.
Gli spazi non vennero usati in latino fino al 600 d.C. – 800 d.C. circa. Al loro posto si usava il punto mediano.

## Nella cultura di massa
Oggi il termine è utilizzato nel linguaggio aulico per indicare un gran pasticcio o una situazione di confusione. Con questo significato è stato utilizzato per esempio da Alessandro Manzoni nel tredicesimo capitolo dei Promessi Sposi. Nel capitolo ottavo de I Fratelli Karamazov, il padre Fëdor Pavlovič Karamazov  esclama "...ecco dove sta il busillis!". Nella traduzione dell'Amleto di Shakespeare, Eugenio Montale utilizza "Questo è il busillis"  per tradurre l'affermazione del becchino "For here lies the point" (Amleto, V.I.). Altri esempi vengono da Andrea Camilleri, che nei romanzi del commissario Montalbano utilizza busillisi, conformando il termine alle sonorità del dialetto siciliano.
Nel significato di 'difficoltà', 'questione spinosa', è utilizzato da Francesco Perri in Emigranti, dove si legge, al capitolo II, "Lì stava il busillis".
Il termine ha ispirato anche il nome di alcuni personaggi di fantasia, come Cavillo Busillis della Disney e il Cavalier Busillis, protagonista del gioco di deduzione Il Cavalier Busillis la sa lunga... apparso su La Settimana Enigmistica.